# ديفيانكا تريباثي
دفيانكا تريباثي (14 ديسمبر 1984 -) (दिव्याङ्का त्रिपाठी) هي ممثلة وعارضة ازياء هندية.

## حياتها ونشاتها
ولدت في بوبال، ماديا براديش وشاركت في الكثير من الأعمال الدرامية منها مسلسل فدية ومسلسل مراة مومباي ومسلسل السيد و السيدة شارما واكملت دراستها في جامعة بوبال.

## جوايئز
فائزة بمسابقة كريكت في بوبال وتالهت إلى بطولة في بندقية بوبال وعملت كعارضة لفترة ثمة بدات في التمثيل وشاركت في مسلسل مسلسل ياه هياي موهبتين في 2014 وفي 2016 تم خطبتها من الممثل فيفيك داهيا شريكها في مسلسل ياه هياي موهبتين وتزوجت 8 يوليو 2016 في بوبال.

## وصلات خارجية
- ديفيانكا تريباثي على موقع IMDb (الإنجليزية)